# Poppe + Potthoff
Die Poppe + Potthoff GmbH ist ein Unternehmen aus dem ostwestfälischen Werther (Westf.) im nordrhein-westfälischen Kreis Gütersloh.
Das 1928 von Friedrich Poppe und Herman Potthoff gegründete Unternehmen beschäftigt ungefähr 1.600 Mitarbeiter und erzielte im Jahr 2018 einen Umsatz von 225 Millionen Euro.
Poppe + Potthoff betreibt neben dem Stammsitz und einem Technologiezentrum in Werther weitere Standorte in Deutschland und im Ausland, darunter im ungarischen Ajka, in Tschechien, der Slowakei, China und den USA.

## Geschichte
Im Jahre 1928 gründeten Friedrich Poppe und Herman Potthoff das Präzisionsrohrwerk im westfälischen Werther. 1953 begann die Fertigung der ersten nahtlosen Edelstahlrohre. 1957 wurde das Servicecenter Rohrverarbeitung eingerichtet und 1988 der Geschäftsbereich P&P ART-TEC gegründet.
1994 wurde der Geschäftsbereich P&P Artec America gegründet. 1998 wurde der Bereich Edelstahlrohre verkauft.
Im Jahre 2003 verlagerte das Unternehmen die gesamte Produktion Automotive ins ungarische Ajka. Im Jahre 2006 übernahm P + P die Meister Groupe mit Standorten in Belgien, Frankreich und Tschechien und im Jahre 2007 die französische s.a.s. Comte. Im Jahre 2008 wurde die Poppe + Potthoff GmbH Holding gegründet und das Rohrwerk in ein eigenständiges Tochterunternehmen Poppe + Potthoff Präzisionstahlrohre GmbH umfirmiert. Zudem gründete man Poppe + Potthoff Maschinenbau. Außerdem wurde im Jahr 2008 das Technologiezentrum in Werther gebaut. Seit 2011 tragen die gekauften Unternehmen den Namen der Firmenmutter: Poppe + Potthoff.
Ende 2011 kaufte die Gruppe das Unternehmen R+W Antriebselemente aus Klingenberg. 2013 investierte die Poppe + Potthoff Gruppe in eine neue Fertigung für Dieseleinspritzleitungen am ungarischen Standort sowie in ein neues Werk für Kupplungen in der Slowakei. Das Rohrwerk in Werther wurde bis 2016 mess- und steuerungstechnisch modernisiert. 2016 wurde Plaschka Maschinenbau mit Standorten in Deutschland und der Tschechischen Republik zugekauft. Im März 2021 erwarb die Gruppe eine Beteiligung von 51 % am Unternehmen Walter Henrich. Markus Kerkhoff wurde im Januar 2023 zum neuen Geschäftsführer des Unternehmens ernannt.

## Produkte
Das Unternehmen stellt mehrere Komponenten für den Kraftfahrzeugbau her, industrielle Kupplungen, Präzisionsstahlrohre, Drehteile und Prüfanlagen. Darüber hinaus entwickelt und fertigt die Unternehmensgruppe Wasserstoffsysteme und Kernkomponenten für die Elektromobilität.

## Belege
1. ↑  Poppe + Potthoff: Kurzprofil Webseite. Abgerufen am 28. April 2021.
2. ↑  Poppe + Potthoff: Historie. Abgerufen am 16. März 2021.
3. ↑  Haller Kreisblatt: Innovationen sind gefragt. 6. Februar 2016, abgerufen am 16. März 2021.
4. ↑  All-Electronics.de: Poppe + Potthoff erwirbt Plaschka Maschinenbau. 18. Januar 2017, abgerufen am 16. März 2021.
5. ↑  Automobil Industrie: Walter Henrich wird Teil von Poppe + Potthoff. 16. März 2021, abgerufen am 16. März 2021.
6. ↑  Poppe + Potthoff in Werther: Markus Kerkhoff übernimmt neue Leitungsfunktion. Abgerufen am 22. März 2023.
7. ↑  Margit Brand: Hohe Auszeichnung für Poppe + Potthoff in Werther. Abgerufen am 27. Januar 2025.

Koordinaten: 52° 5′ 9,2″ N, 8° 25′ 25,4″ O